# Urvič (gmina Vladičin Han)
Urvič (cyr. Урвич) – wieś w Serbii, w okręgu pczyńskim, w gminie Vladičin Han. W 2011 roku liczyła 45 mieszkańców.